# دیگو باری
دیگو باری (انگلیسی: Diego Barri؛ زادهٔ ۱۹ سپتامبر ۱۹۹۵) بازیکن فوتبال اهل اسپانیا است.
از باشگاه‌هایی که در آن بازی کرده‌است می‌توان به باشگاه فوتبال ختافه اشاره کرد.